# Vladimir Bobri
Vladimir Bobri (Bobritsky) (ucraniano: Володимир Бобрі [Бобрицький]; 13 de mayo de 1898, Járkov, Ucrania-3 de noviembre de 1986, Rosendale, Nueva York) fue un ilustrador, autor, compositor, educador e historiador de la guitarra. Célebre por su prolífico e innovador trabajo de diseño gráfico en Nueva York desde mediados de la década de 1920, Bobri fue también uno de los fundadores de la New York Society of The Classic Guitar en 1936, y fue editor y director artístico de su revista, Guitar Review, durante casi 40 años.

## Biografía
Vladimir Bobritsky estudió en la rigurosa Escuela Imperial de Arte de Járkov. En 1915 empezó a diseñar decorados para el Gran Teatro Dramático de Járkov, introduciendo los métodos del diseñador teatral Gordon Craig. Arrastrado por la Revolución rusa, Bobritsky luchó en varios bandos de la guerra civil antes de conseguir escapar en 1917.

«Después de la revolución vino un largo y forzado período de viajes y una especie de montaje de la actividad», escribió el amigo y compañero de Bobritsky, Saúl Yalkert, en una reseña biográfica impresa en Forty Illustrators and How They Work (1946):
Como refugiado, viajó con un pasaporte hecho a mano, de ocho páginas estrechamente impresas en polaco, tan hábilmente elaborado que no dejaba lugar a dudas sobre su talento y sentimiento para la caligrafía, ya que pasó con éxito el examen de los expertos de las autoridades consulares inglesas, francesas, italianas y griegas. ... En la montañosa y peninsular Crimea trabajó como prensador de vino para los fruteros y viticultores tártaros. Más tarde entró en contacto con gitanos rusos, húngaros y españoles, estudió sus costumbres, las peculiaridades de las diferentes tribus. Después de conocer a una banda de gitanos en Crimea, se abrió camino como guitarrista en su coro.
Bobritsky pintó iconos en las islas griegas, tocó el piano en un salón de música de Pera, pintó carteles en Constantinopla (actual Estambul), descubrió un importante mural bizantino en una mezquita turca abandonada y se ganó el pasaje a América diseñando decorados y trajes para el ballet ruso en Constantinopla.
"A lo largo de todas esas andanzas su mochila siempre tenía una caja de acuarelas, un cuaderno de dibujo", escribió Yalkert. "El registro se mantuvo con constantes bocetos de personas, historias, folklore, música popular y artesanía".
Bobritsky Emigró a los Estados Unidos en 1921.
En su perfil de artista en Forty Illustrators and How They Work, Ernest W. Watson cuenta que Bobritsky comenzó a operar su propio establecimiento de impresión textil poco después de llegar a Nueva York. "En 1925 fue llamado por el director artístico de Wanamaker's, en un proyecto de experimentación con la publicidad moderna", escribió Watson. "Sus diseños de periódicos, radicalmente diferentes, fueron más de lo que el establecimiento podía soportar y tanto el artista como el director artístico fueron despedidos. Pero Saks Fifth Avenue lo vio, lo admiró y lo atrajo." Saks ofreció a Bobri el puesto de director artístico.
"Sus diseños para periódicos y revistas representaban un giro novedoso", escribió Walt Reed, estudioso e historiador del arte de la ilustración. "Bobri pronto se encontró con suficientes clientes para embarcarse en una carrera independiente, en gran parte para ilustraciones publicitarias, y fuertemente influenciado por su formación clásica y el diseño teatral".
La primera de las siete portadas de Bobritsky para la revista The New Yorker data del 6 de febrero de 1926. En la década de 1930, Bobritsky -o Bobri, como firmaba con mayor frecuencia- se había convertido en un ilustrador destacado en el floreciente mundo de la publicidad. Sus cuentas incluían a Hanes, Koret y Avon; su trabajo era destacado en el Annual of Advertising Art. También adquirió fama como ilustrador de libros infantiles.

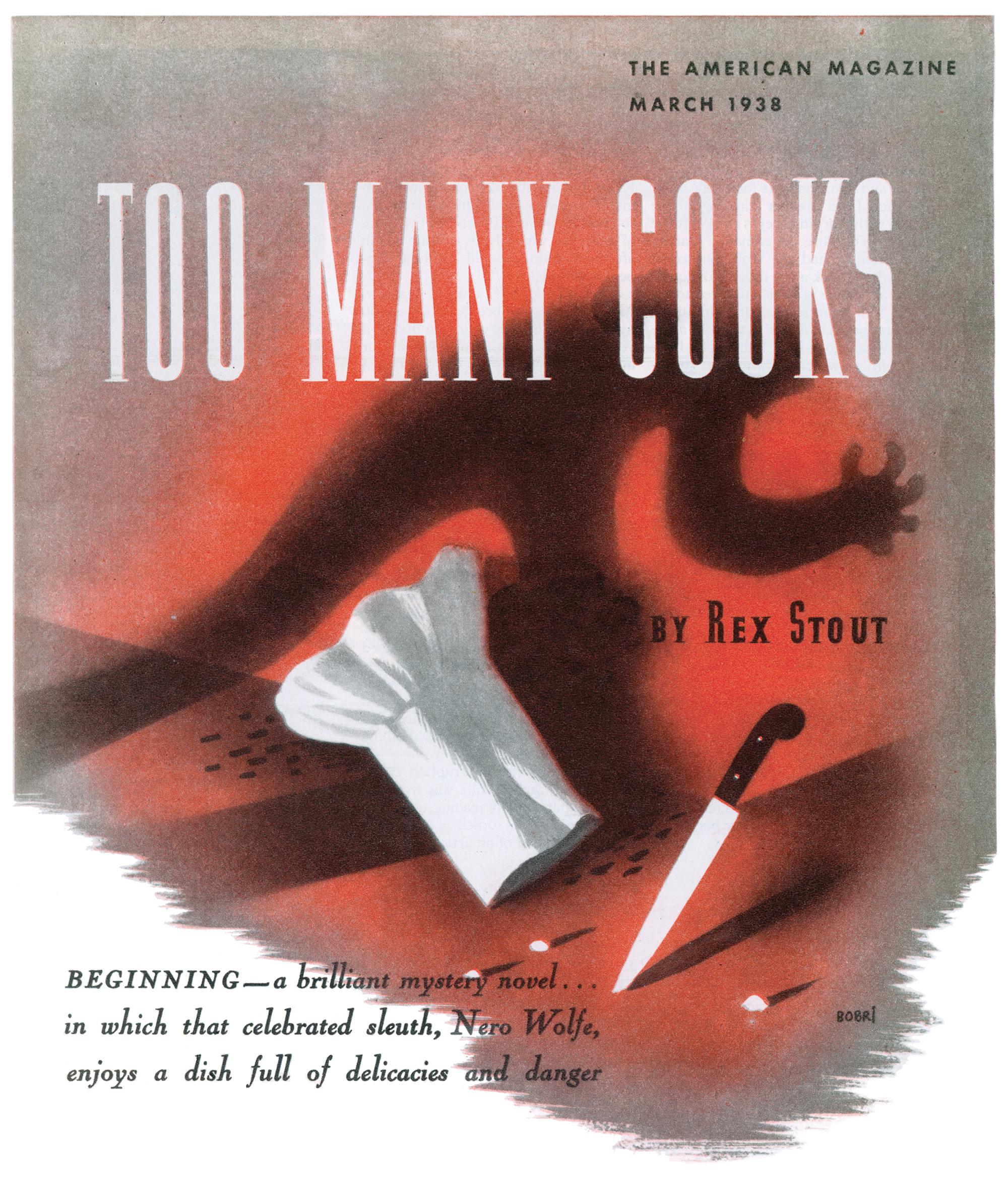
Bobri creó la ilustración del título de Too Many Cooks, un libro de misterio de Nero Wolfe publicado en seis números de The American Magazine a partir de marzo de 1938.

Bobri colaboró con frecuencia en Vogue, Harper's Bazaar, McCall's y muchas otras revistas. Además de aparecer en el número de marzo de 1938 de The American Magazine, la ilustración del título de Bobri para Too Many Cooks, un libro de misterio de Nero Wolfe escrito por Rex Stout, adorna una caja de recetas que es una de las piezas más codiciadas de Stoutiana.
Bobri siguió estudiando la guitarra. En 1936, él y un pequeño grupo comenzaron a reunirse de manera informal, formando la primera sociedad importante de guitarra clásica en la ciudad de Nueva York, la Sociedad de Guitarra Clásica de Nueva York.

"Los comienzos de la asociación fueron algo modestos, pero Bobri, a través de un acto aparentemente pequeño, aseguraría la preeminencia de la sociedad durante décadas", escribió Lester S. Long en NYlon Review, el boletín oficial de la Sociedad de Guitarra Clásica de Nueva York:
Bobri, ilustrador de profesión, presentó a Andrés Segovia una oferta para pintar su retrato. Segovia aceptó. En el proceso, la pareja comenzó una amistad de una década y Segovia aceptó el cargo de presidente honorario de la Sociedad. Segovia, que ya era una estrella en Europa y comenzaba su carrera en Estados Unidos, no sería una mera figura decorativa, sino que influiría en la dirección artística de la sociedad durante casi 50 años como presidente del comité asesor.
En 1946, la sociedad comenzó a publicar The Guitar Review. Bobri fue editor y director artístico de la revista trimestral hasta 1985.
Además de diseñar varias portadas de discos de Segovia, Bobri escribió e ilustró el influyente libro La técnica de Segovia (1972).
En 1972, Bobri fue condecorado con la Cruz de Isabel la Católica con el grado de Caballero Comandante, en reconocimiento a los logros de toda su vida como diseñador, pintor, director de arte, compositor y escritor, y a la utilización de esos talentos para dar a conocer la cultura española. El premio fue entregado por el cónsul general de España en Nueva York, en una ceremonia a la que asistieron dignatarios españoles como Andrés Segovia.
El 3 de noviembre de 1986, Vladimir Bobri perdió la vida en un incendio que consumió la casa que diseñó, construyó y vivió con su esposa, Margaret, durante casi 50 años, junto con su arte, su correspondencia y su colección de guitarras. Al presentar un homenaje en su número de invierno de 1987, The Guitar Review escribió: "En medio de nuestra incapacidad para aceptar una pérdida tan grande, nos seduce una posible validez en la vieja filosofía vikinga: la creencia de que el timonel y su pira son enviados resucitados a lo desconocido, para navegar por el mar de la eternidad. Esperemos que sea cierto que nuestro querido amigo Bobri se haya embarcado efectivamente en ese mítico viaje, todavía en posesión de todo lo que se llevó."

### Autor
- 1967 130 estudios diarios para la guitarra clásica
- 1972 La Técnica de Segovia
- 1972 Dos Guitarras - una galaxia de dúos para guitarra; 88 canciones y bailes de 47 países (con Carl Miller)
- 1972 Estudio completo del trémolo para la guitarra clásica
- 1974 Un viaje musical con dos guitarras: 64 dúos de 34 países (con Carl Miller)
- 1985 Estudio completo del trémolo para la guitarra clásica

### Ilustrador
- 1929 The Crimson Circle de Edgar Wallace
- 1929 The Face in the Night de Edgar Wallace
- 1930 The Day the World Ended de Sax Rohmer
- 1931 The Law of the Three Just Men de Edgar Wallace
- 1932 Philippine de Maurice Bedel
- 1937 Five Proud Riders de Ann Stafford
- 1938 The House at Cherry Hill de Mary H. Weik
- 1953 Paris Cuisine de James A. Beard y Alexander Watt
- 1953 Hablemos de Dios de Dorothy K. Kripke
- 1955 Hablemos del bien y del mal, de Dorothy K. Kripke
- 1957 Hablemos del judaísmo por Dorothy K. Kripke
- 1957 The March Wind por Inez Rice
- 1958 Sleepy Book de Charlotte Zolotow
- 1958 The Whiskers of Ho Ho de William Littlefield
- 1961 ¿Qué es el rojo? de Suzanne Gottlieb
- 1963 What the Moon Is Like de Franklyn M. Branley
- 1964 Boris y su balalaika de Esphyr Slobodkina
- 1964 Icebergs de Roma Gans
- 1969 Un beso es redondo de Blossom Budney